# Batticaloa
 (janvier 2021).
Le contenu est difficilement compréhensible vu les erreurs de traduction, qui sont peut-être dues à l'utilisation d'un logiciel de traduction automatique.
Batticaloa (en tamoul : மட்டக்களப்பு, Maṭṭakkaḷappu ; en singhalais :  මඩකලපුව, Madakalapuwa) est une grande ville de la province orientale du Sri Lanka et son ancienne capitale. C'est la capitale administrative du district de Batticaloa. La ville est le siège de l'Université orientale du Sri Lanka et est une ville commerciale majeure. Il est situé sur une île, sur la côte est, à 111 km au sud de Trincomalee. Pasikudah est une destination touristique populaire située à 35 km au nord-ouest avec des plages et des lagunes peu profondes d'eau chaude toute l'année
La population était de 92 332 habitants en 2011.
Un des villages du district porte le nom de l'ancien président irakien, Saddam Hussein Nagar.

## Étymologie
Batticaloa est une dérivation portugaise. Le nom original de la région étant le "Matakkalappu" tamoul (traduction: marais boueux). [1] Selon Mattakallappu Manmiyam (மட்டக்களப்பு மான்மியம்), le mot Mattakkallpu est composé des mots tamouls "Mattu" (டு்டு) Matta-dérivé de "Mattam" (மட்டம்) signifie "plat" et nom géographique KaLappu. Mukkuwa a nommé cet endroit KaLappu-Mattam ou limite du lagon plus tard, il est devenu Matta-Kallappu ou Flat Lagoon.
En outre, Batticaloa a un surnom de "Terre du poisson chantant" (Tamil: மீன் பாடும் தேன் நாடு) en raison de sons musicaux liés aux poissons ou aux créatures aquatiques de la lagune de Batticaloa, près du pont de Kallady. BBC Radio 4 a pu enregistrer le son mystérieux dans Batticaloa Lagoon. Le son a été diffusé par la Sri Lanka Broadcasting Corporation dans les années 1960 avec l’aide du révérend Fr. Lang, un prêtre catholique.

## Géographie
Batticaloa se trouve sur la côte orientale du Sri Lanka, dans une plaine côtière plate bordée par l'océan Indien à l'est, et occupe une partie centrale de l'est du Sri Lanka. Son altitude moyenne est d'environ 5 mètres [8]. Le district de Batticaloa compte trois lagunes la lagune de Batticaloa (en), la lagune de Valaichchenai et la lagune de Vakari (Panichchankerni). La lagune de Batticaloa est la plus grande lagune, avec une superficie de 56 km sur 162 km2[pas clair], qui s'étend de Pankudaweli au nord et de Kalmunai au sud.

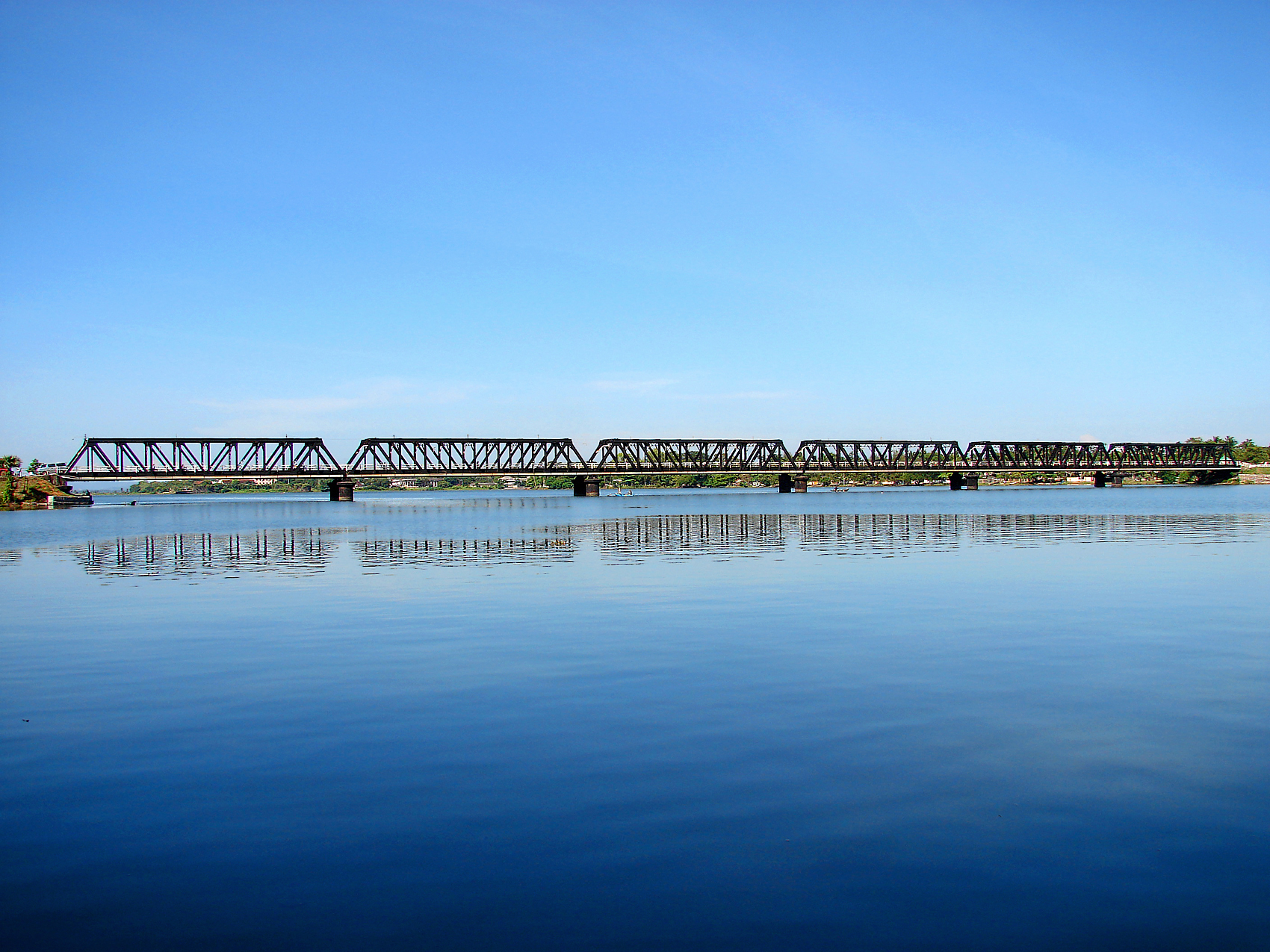
Le pont Kallady sur la lagune de Batticaloa.

Il y a plusieurs îles dans la lagune de Batticaloa telles que Puliayantheevu, l'île Buffaloa et l'île Bone. De nombreux ponts sont construits sur le lagon, reliant les terres émergées et les îles. Le Puliayantheevu est la place métropolitaine de la ville.[pas clair] Le plus grand pont est le pont Lady Manning situé à Kallady, le principal chemin d’accès à la ville depuis les quartiers sud du district. Ce pont est également célèbre pour les poissons chantants qui ont été considérés comme des sons musicaux entendus dans le lagon de Kallady par un jour de pleine lune.[pas clair] Un prêtre du nom de Père Lang a enregistré ce charme musical et l'a diffusé dans les années 1960 sur la Sri Lanka Broadcasting Cooperation.
Les plages de Batticaloa sont sablonneuses et situées le long de 4 km de littoral dans la ville et traversent les localités voisines. Elles comprennent la plage de Kallady, Pasikudah et Kalkudah. Pasikudah est une baie protégée de l'océan, avec un lit plat et sableux s'étendant de 150 à 200 mètres du rivage.

## Attentat-suicide de 2019
Le 21 avril 2019, une série de huit attentats frappe le Sri Lanka, la plus violente attaque depuis plusieurs décennies. Une de ces attaques frappe l'église Zion de Batticaloa et fait 27 morts.